# Platygaster pallida
Platygaster pallida är en stekelart som beskrevs av Fouts 1925. Platygaster pallida ingår i släktet Platygaster och familjen gallmyggesteklar. Inga underarter finns listade i Catalogue of Life.